# 伊藤華英
伊藤華英（いとう はなえ，1985年1月18日—），日本女子游泳运动员。埼玉縣出生，畢業於東京成德中学校、東京成德高校及日本大学。

## 生涯
2010年，伊藤代表日本參加廣州亞運會游泳比賽的女子200米自由泳、4×100米自由泳接力及4×200米自由泳接力比賽，奪得兩銀一銅佳績。